# La Paz (Indiana)
La Paz is een plaats (town) in de Amerikaanse staat Indiana, en valt bestuurlijk gezien onder Marshall County.

## Demografie
Bij de volkstelling in 2000 werd het aantal inwoners vastgesteld op 489.
In 2006 is het aantal inwoners door het United States Census Bureau geschat op 488, een daling van 1 (-0,2%).

## Geografie
Volgens het United States Census Bureau beslaat de plaats een oppervlakte van
1,3 km², geheel bestaande uit land. La Paz ligt op ongeveer 255 m boven zeeniveau.

## Plaatsen in de nabije omgeving
De onderstaande figuur toont nabijgelegen plaatsen in een straal van 16 km rond La Paz.